# Konhidrin
A konhidrin színtelen, mérgező, a koniinhez hasonló szagú, kristályos anyag (op. 121 °C, de szublimálhat is). Vízben és éterben mérsékelten, kloroformban és alkoholban jól oldódik. Éterből könnyen kikristályosodik. Erősen bázikus.
Kis mennyiségben a foltos bürökben (Conium maculatum) fordul elő a koniin mellett.

## Fordítás
- Ez a szócikk részben vagy egészben  a   Conhydrine című angol Wikipédia-szócikk ezen változatának fordításán alapul.  Az eredeti cikk szerkesztőit annak laptörténete sorolja fel. Ez a jelzés csupán a megfogalmazás eredetét és a szerzői jogokat jelzi, nem szolgál a cikkben szereplő információk forrásmegjelöléseként.